# Голова Антиноя с миртовым венком (Берлин)
Голова Антиноя с миртовым венком (нем. Porträtkopf des Antinoos mit Myrtenkranz) — древнеримская мраморная голова, изображающая греческого юношу Антиноя, фаворита и возлюбленного римского императора Адриана. Он запечатлён в образе синкретического божества Диониса-Осириса и несколько отличается от других портретов, вероятно потому что является отображением восточного идеала красоты.

## Описание
Голова из белого купнокристалического мрамора представляет собой портрет Антиноя, выполненный несколько больше, чем в натуральную величину: общая высота с шеей составляет 42 сантиметра, голова от подбородка до макушки — 27 сантиметров. Она имеет типичную для иконографии греческого юноши причёску: копна крупных, полулунных локонов, спадающих на лоб, виски и шею, кудри расчерчены внутри себя волосками. По способу укладки волос все портреты Антиноя делятся на три вида: основой, мондрагонкий и египетский. Данный бюст относится к первому, подтип «А». Также присутствуют другие канонические черты Антиноя: легкий наклон головы влево, округлое лицо, крупный прямой нос, слегка изогнутые прямые расчерченные волосками брови, пухлые губы, выпуклый подбородок, выразительные глаза с прорисованной роговицей, задумчивый и меланхоличный взгляд. При этом щёки менее полные, что делает лицо более вытянутым по сравнению с иными портретами Антиноя, нос имеет легкую горбинку, брови более прямые, глаза миндалевидной формы. Вероятно это отражает восточный идеал красоты. Глаза выполнены из другого материала. Голову украшает венок из мирты. Этот атрибут предположительно отождествляет изображённого юношу с египетским богом Осирисом, или синкретическим Дионисом-Осирисом. По другой версии, это указывает на происхождение из греческого города Навкратиса в дельте Нила и связь с тамошними локальными культами. Отмечаются сколы на кудрях, венке, кончик носа, глазах и губах. Восстановлен большая часть шеи, губы, подбородок, область правого глаза, ряд локонов. Снизу головы имеется техническое отверстие, предназначенное для соединение её с утерянным телом. Предполагаемая общая высота статую составляла примерно два метра.

## История
После трагической гибели в 130 году н. э. своего фаворита и возлюбленного Антиноя римский император Адриан обожествил его. До самой смерти правителя в 138 году н. э. по всей стране создавались многочисленные скульптуры юноши. Она была вырезана в 130—140-х годах н. э..
Происхождение головы не известно. Она была приобретена в 1878 году в Каире немецким консулом Густавом Траверсом. Голова вошла в коллекцию Старого музея в Берлине.